# HD 78791
HD 78791 è una stella binaria di magnitudine 4,48 situata nella costellazione della Carena. Dista circa 400 anni luce dal sistema solare.

## Osservazione
Si tratta di una stella situata nell'emisfero celeste australe. La sua posizione è fortemente australe e ciò comporta che la stella sia osservabile prevalentemente dall'emisfero sud, dove si presenta circumpolare anche da gran parte delle regioni temperate; dall'emisfero nord la sua visibilità è invece limitata alle regioni temperate inferiori e alla fascia tropicale. La sua magnitudine pari a 4,5 fa sì che possa essere scorta solo con un cielo sufficientemente libero dagli effetti dell'inquinamento luminoso.
Il periodo migliore per la sua osservazione nel cielo serale ricade nei mesi compresi fra febbraio e giugno; nell'emisfero sud è visibile anche per buona parte dell'inverno, grazie alla declinazione australe della stella, mentre nell'emisfero nord può essere osservata limitatamente durante i mesi primaverili boreali.

## Caratteristiche fisiche
La stella principale è una gigante brillante bianco-gialla di classe F9II; ha una compagna che orbita a una distanza di circa 10,9 UA, e l'interazione tra le due stelle fa si che il sistema sia una sorgente di raggi X, anche se il telescopio spaziale Hubble, all'inizio del XX secolo, non è riuscito a risolvere le componenti.
Possiede una magnitudine assoluta di -1,24 e la sua velocità radiale positiva indica che la stella si sta allontanando dal sistema solare.